# Mina Bern
Mina Bern, pierwotnie Bernholtz (ur. 5 maja 1911 w Bielsku Podlaskim, zm. 10 stycznia 2010 w Nowym Jorku) – polska i amerykańska aktorka i śpiewaczka żydowskiego pochodzenia, związana z teatrem jidysz.
Początkowo aktorka i piosenkarka w kabarecie Ararat w Łodzi. Po wybuchu II wojny światowej wraz z córką uciekła do Związku Radzieckiego. Następnie przebywała w Ugandzie, skąd w 1947 wyemigrowała do Palestyny. W 1949 przeprowadziła się do Nowego Jorku, gdzie występowała w teatrach żydowskich na 2nd Avenue. Jej pierwszą rolą była sztuka Szalom, Tel-Aviv. Jej drugim mężem był Ben Bonus.  Z pierwszego męża miała córkę (Renya Pearlman).
Pochowana jest na Mount Hebron Cemetery.
Nahma Sandrow  wspomina Bern w rolach kabaretowych.

## Filmografia
- 2001: Brooklyn Babylon
- 1999: Flawless
- 1998: Celebrity
- 1998: The First Seven Years
- 1996: I'm Not Rappaport
- 1996: Everything Relative
- 1994: Little Odessa
- 1994: It Could Happen to You
- 1994: Pressure Drop
- 1990: Avalon
- 1988: Crossing Delancey
- 1985: Tenement